# Benny Greb

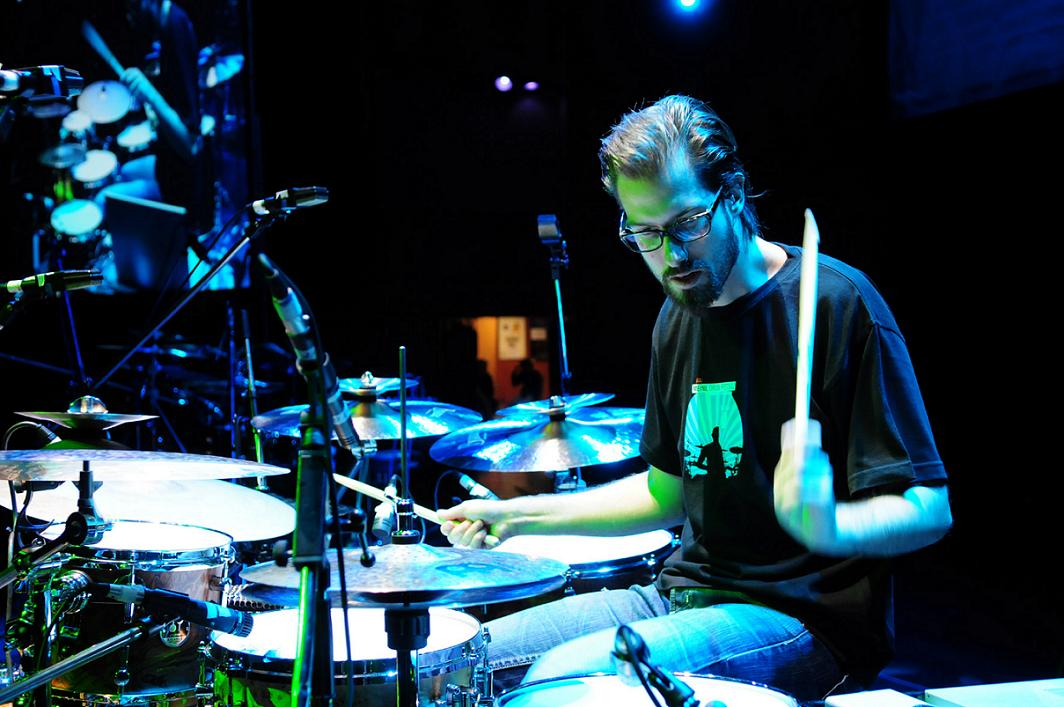
Benny Greb (2009)

Benny Greb (* 13. Juni 1980 in Augsburg) ist ein deutscher Schlagzeuger und Komponist, der auch als Schlagzeuglehrer durch Vorträge, Videos, Bücher und sonstiges Lehrmaterial hervorgetreten ist.

## Leben
Benjamin Greb begann im Alter von sechs Jahren Schlagzeug zu spielen, erhielt seinen ersten Schlagzeugunterricht allerdings erst sechs Jahre später. Außerdem spielte er Trompete und Klavier. Nach seiner Schulzeit auf dem Gymnasium bei St. Stephan in Augsburg studierte er mit 17 Jahren schließlich in Dinkelsbühl und später in Hamburg Musik, wo er auch heute noch lebt.

## Karriere als Musiker
Mitte der 1990er Jahre war Greb Mitglied der Band Rubber Chicken, eines Trios mit Thimo Endreß (Bass) und Niko Warisch (Gitarre), das Erfolge auf lokaler Ebene hatte.
Nach seinem Umzug nach Hamburg wurde Greb Profimusiker. Er unterstützte beispielsweise Stoppok, Thomas D oder Mark Forster als Sideman am Schlagzeug, und arbeitete mit dem Jazzmusiker Nils Wülker. Es entwickelte sich zudem eine enge Zusammenarbeit mit Strom & Wasser, der Band des Liedermachers Heinz Ratz, dem Bandprojekt Blue Touch Paper des britischen Jazzpianisten Colin Towns und dem Ron Spielman Trio.
Seine erste Solo-CD mit selbstkomponiertem Material, Grebfruit, bei der er hauptsächlich Stimmen als Stilmittel einsetzte, erschien 2005. 2009 spielte er mit dem Projekt Brass Band das gleichnamige Album ein, das stark vom New Orleans Jazz geprägt war. Nach diesen sehr straff durchkonzipierten und ausgeklügelten Werken probierte es Greb mit einer anderen Herangehensweise. Er lud den türkischen Pianisten Sabri Tuluğ Tırpan und den Bassisten Martin Stumpf ins Studio ein, und in nur zwei Tagen entstand die ausschließlich spontan eingespielte und improvisierte Platte Two Day Trio. Wenig später lernte er den Londoner Gitarristen Chris Montague kennen, der eine Zusammenarbeit mit dem Keyboarder Kit Downes vorschlug; daraus entstand 2014 das Album Moving Parts, gefolgt vom Livealbum Moving Parts Live, bei dem allerdings statt Downes der Bassist Chris Hargreaves dabei war. „Mit seiner Band Moving Parts verwirklicht Benny als Bandleader die elektronischere Seite seiner Instrumentalmusik, die sich dem Groove mit jazziger Improvisationsfreude verschrieben hat“, schrieb das Musikerportal Bonedo.
Benny Greb ist Endorser bei Sonor und bespielt ein Vintage Series Drumset, außerdem hat er in Zusammenarbeit mit Sonor seine eigenen Signature-Snares entwickelt. Für Meinl entwarf er eine Becken-Serie, für Vic Firth spezielle Drumsticks.

## Lehrer und Dozent
Greb hat sein eigenes Lehrsystem entwickelt, das er mit eigenem Lehrmaterial weitergibt. Seine DVD The Language of Drumming war nach ihrem Erscheinen 2009 der weltweit meistverkaufte Lehrfilm im Bereich Musik. Seine zweite Lehr-DVD, The Art and Science of Groove, finanzierte er über Crowdfunding; die Kampagne erreichte ihr Ziel weit schneller als vermutet. Greb arbeitete über sieben Jahre an dem Material dazu, das er dann „nach den Kategorien Time, Feel, Sound, körperliche und geistige Ebene“ ordnete.
Seine Drum Camps finden unter dem Titel „Benny Greb Master Session“ überall auf der Welt statt und locken interessierte Schlagzeuger an, die ihren Groove verbessern, an ihrer Technik arbeiten oder sich inspirieren lassen wollen. Er veranstaltet drei bis vier mehrtägige Seminare pro Jahr. Auch für Clinics und Master Classes ist er gefragt.

## Preise und Auszeichnungen
2016 wurde Greb mit dem ECHO Jazz in der Kategorie Instrumentalist des Jahres national Drums/Percussion ausgezeichnet.
Das Magazin Modern Drummer wählte ihn 2013 zum besten Clinician und Educator und zeichnete zudem sein Buch „The Language of Drumming“ als bestes Lehrwerk des Jahres aus. Im Drum Magazine wurde er gleich in drei aufeinanderfolgenden Jahren zum Clinician des Jahres gekürt.

## Diskografie

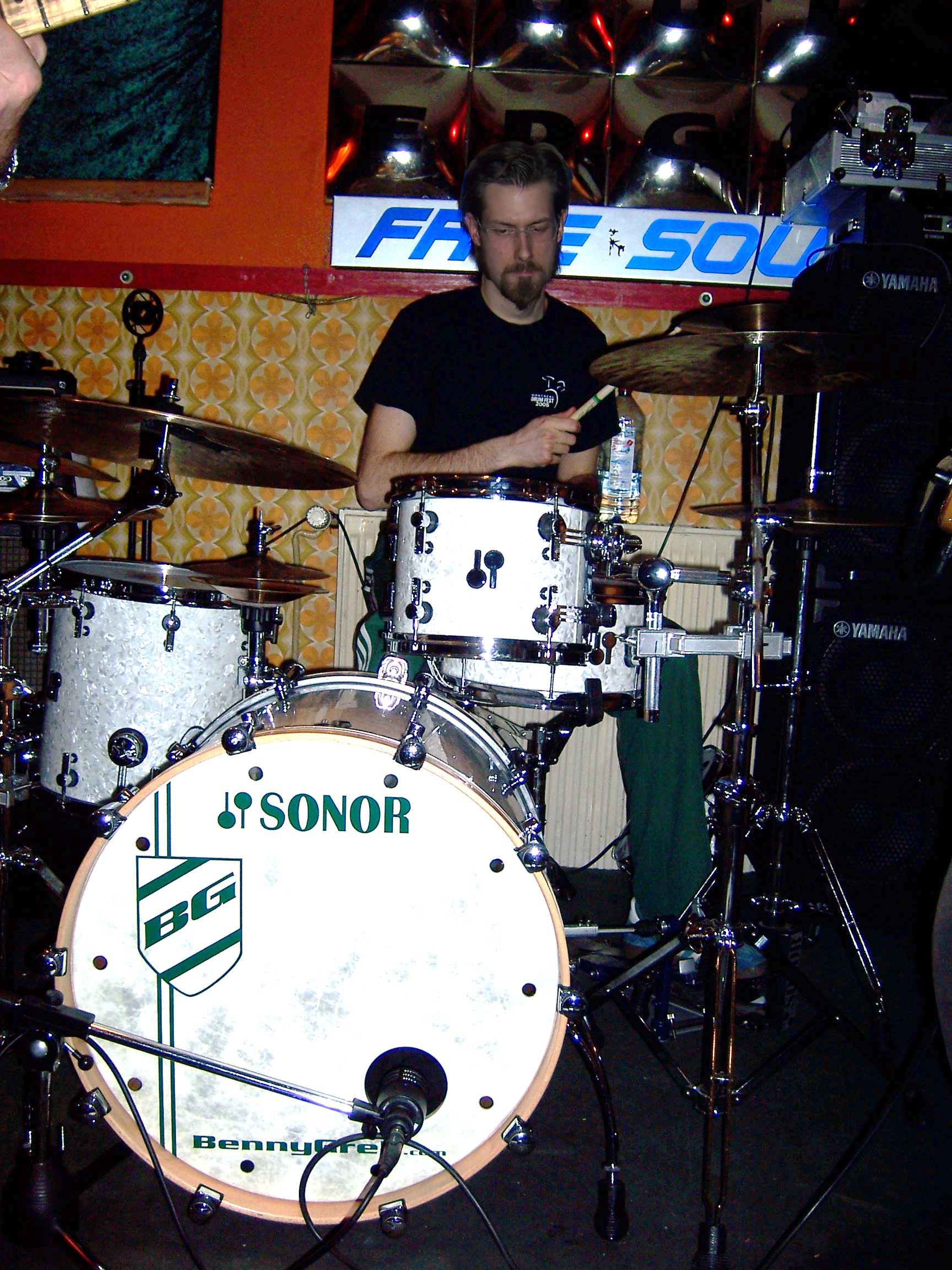
Benny Greb bei einem Auftritt mit 3erGezimmeR in Hamburg.

### Alben
- Grebfruit (2005)
- Brass Band (2009, mit Reiner Winterschladen, Sebastian Hoffmann, Uli Krug)
- Two Day Trio (2013)
- Moving Parts (2014, mit Chris Montague, Kit Downes)
- Moving Parts Live (2016)
- Grebfruit 2 (2017)

Beteiligung als Schlagzeuger (Auswahl)
- Strom & Wasser: Spielt keine Rolle (2005)
- Strom & Wasser: Gossenhauer (2006)
- Ron Spielman: Absolutely Live (2007)
- Strom & Wasser: Farbengeil (2007)
- 3erGezimmer: 3erGezimmer (2009)
- Strom & Wasser: Emotionsdesign (2009)
- Stoppok: Auf Zeche (2009)
- The Burhorn: Beauty of the Beast (2010)
- Strom & Wasser: Mondpunk (2010)
- Blue Touch Paper: Stand Well Back (2011, mit Colin Towns, Stephan Maas, Edward Maclean, Mark Lockheart, Chris Montague)
- Thomas D: Lektionen in Demut 11.0 (2011)
- Ron Spielman Trio: Electric Tales (2012)
- ElbtonalPercussion: Plays Stewart Copeland (2012)
- Nils Wülker: Just Here, Just Now (2012)
- Blue Touch Paper: Drawing Breath (2013)
- Mike 3rd: The War Is not Over (2015)
- Nils Wülker: Up (2015)
- Mark Forster: Tape (2016)
- Nils Wülker: On (2017)

### Lehr-DVDs
- The Language of Drumming – A System for Musical Expression (2009)
- The Art and Science of Groove (2015)